# Cláudia Monteiro de Aguiar
Cláudia Monteiro de Aguiar, née le 8 avril 1982 à Funchal dans l'île de Madère, est une femme politique portugaise. Elle est secrétaire d'État à la Pêche dans le XXIVe gouvernement constitutionnel depuis le 5 avril 2024.

## Biographie
Cláudia Monteiro de Aguiar est élue en 2014 au Parlement européen et réélue en 2019.
Elle rédige en 2020 un rapport sur le tourisme durable, parfois assimilé au slow tourism, pendant la présidence Portugaise de l'Union Européenne.